# فرانك سميث (لاعب اتحاد الرغبي)
فرانك سميث (بالإنجليزية: Frank Smith)‏ هو لاعب اتحاد الرغبي أسترالي، ولد في 28 فبراير 1886 في ولينغتون ‏ في أستراليا، وتوفي بنفس المكان في 29 أكتوبر 1954.

## وصلات خارجية
- فرانك سميث عل موقع إسبنسكروم (الإنجليزية)
- فرانك سميث على موقع اللجنة الأولمبية الدولية (الإنجليزية)
- فرانك سميث على موقع أوليمبيديا (الإنجليزية)
- فرانك سميث على موقع اللجنة الأولمبية الأسترالية (الإنجليزية)